# Fontaine-la-Rivière
Fontaine-la-Rivière é uma comuna francesa na região administrativa da Ilha de França, no departamento de Essonne. Estende-se por uma área de 3.69 km². Em 2010 a comuna tinha 197 habitantes (densidade: 53,4 hab./km²).